# 체르노빌 원자력 발전소
체르노빌 원자력 발전소(러시아어: Чернобыльская АЭС им. В.И.Ленина, 우크라이나어: Державне спецiалiзоване пiдприємство "Чорнобильська АЕС", 영어: Chernobyl Nuclear Power Plant)는 소비에트 연방 우크라이나 소비에트 사회주의 공화국의 체르노빌 근교 프리피야티 근처에 있었던 원자력 발전소이다.

체르노빌 원자력 발전소의 위치

원자로 종류는 흑연감속 비등경수 압력관형이었으며, RBMK-1000(소련형) 이었다. 1971년에 착공되어 1978년 5월에 1호 원자로가 영업 운전을 개시했다.
1986년 4월 26일 오전 1시 24분에, 원자로 4호기가 체르노빌 원자력 발전소 사고를 일으켜, 전 세계에서 주목받는 원자력 발전소가 된다. 사고 후 건설 중이던 5호기와 6호기는 건설이 중지되었다. 그러나 원자로 1호기와 2호기, 3호기 운전은 계속되었으나 최종적으로는 2000년 12월에 정지했다. 이 때 착공되었을 때부터 쓰던 명칭을 버리고 '독립 국영 사업체 체르노빌 원자력 사업소'로 명칭을 변경하였다.

## 명칭
사고 당시부터 포함해서, 착공 후 정식 명칭은 V.I. Lenin 공산주의 기념 체르노빌 원자력 발전소(Чернобыльская АЭС им. В.И.Ленина работает на коммунизм)였다. 그러나 레닌과 연고가 있는 발전소는 아니었으며, 다만 레닌의 말을 기념해서 이름이 붙여졌다. 발전소 간판은 사고(방사성 물질 오염으로 인해 교체가 불가하다.) 때문에 지금도 이 간판을 쓰고 있다. 로비 앞 광장에는 레닌의 흉상이 있다.
1991년 12월 26일, 소련이 붕괴한 뒤 단순히 체르노빌 원자력 발전소가 된다. 2000년의 모든 발전 활동이 정지된 후, 명칭은 독립 국영 사업체 체르노빌 원자력 사업소가 되었다.

## 입지
발전소는 체르노빌 북서쪽으로 18킬로미터, 우크라이나와 벨라루스의 국경으로부터 16킬로미터, 키이우 북쪽으로 대략 100킬로미터에 위치하고 있는 프리피야티에 있다. 발전소는 프리피야티 중심가로부터 동쪽으로 약 4킬로미터에 있으며, 냉각수 공급을 위한 인공 호수와 접하고 있다. 발전소 부지 면적(인공 호수를 포함 하지 않음)은 4평방 킬로미터이다.
현재는 발전소를 중심으로 한 '10킬로미터 존(zone)', '30킬로미터 존'의 중심부이기도 하다. 또, 총면적 4800평방 킬로미터에 다다르는 출입 금지 구역의 거의 중심이기도 하다. 우크라이나 정부는 '출입 제한 구역 및 강제 퇴거 구역'으로 지정했으며, 벨라루스 정부는 '국영 포레이시 방사선 환경 관리구'로 지정했다. 이는 현재 정식 명칭이다.

## 건설
1970년 소련 정부는 빅토르 브류하노프에게 체르노빌 원자력발전소 소장으로 임명한 뒤 현재의 우크라이나 지역에 있는 체르노빌로 파견을 보냈다. 그런데 정작 브류하노프가 체르노빌에 도착하자 체르노빌은 허허벌판이었다. 브류하노프가 이 상황을 보고하자 소련 정부에서는 거기다가 발전소를 건설하라고 지시했으며 돈은 마음껏 써도 좋다고 명령을 내렸다. 이에 브류하노프는 견적서를 작성해서 키예프에 있는 국영은행에 가서 돈을 지급받아다가 발전소를 만들었다. 그러나 자재를 구하기 매우 어려운 데다가 그나마도 계속 도둑이 훔쳐가는 바람에 브류하노프는 자재가 떨어지면 공사를 중단한 다음 자재를 구하러 다녔고, 자재를 구하면 공사를 재개했는데 이런 행동을 계속 반복했다. 원래대로라면 1975년 12월에 완공해서 가동을 시작해야 하지만 이렇게 자재 부족 문제로 골치를 썩은 탓에 체르노빌 원자력 발전소는 예정보다 늦게 완공되었다. 그나마도 자재가 부족해서 끝내 석관은 만들지 못했다. 이렇게 만든 발전소인 탓에 살이 안 붙어 뼈대만 있는 모습 같았다.

## 사고 전
발전소 건설은 1970년에 시작해, 1977년에 원자로 1호기가 준공한다. 1978년에는 원자로 2호기가 준공되었으며, 1981년에는 3호기가, 그리고 1983년에 4호기(사고가 난 원자로)가 준공한다. 게다가 각각 1GWe를 발전할 수 있는 5호기와 6호기가 사고 당시 건설중이었다. 발전 개념은 모두 RBMK-1000의 형태였다.
원자로 4개는 각각 1기가와트의 전력을 생산할 수 있었다. 열로 환산했을 때 이는 약 3.2기가와트가 되며, 이는 소련 원자력 발전량의 15%를 차지하고 있었으며, 헝가리로의 에너지 수출의 80%를 차지하고 있었다. 4호기는 우크라이나 전력의 대략 10%를 생산하고 있었다.
이 발전소를 포함한 체르노빌이나 프리피야티 등은 오직 원자력 발전을 위해 근무하는 사람이나 그 가족을 위해서 만들어진 도시였기 때문에, 당시 세계 지도상에는 존재하지 않는 기밀도시였다.
사고의 직접적인 원인은 아니지만, 원자로 건설 설계도에는 내열성의 건설 자재를 쓰라고 요구했지만, 실제로 건설될 때는 가연성의 재료를 사용했다. 이는 소련 원자력 발전 기념일에 맞추어 완공시키기 위해 가연성 재료를 사용했다고 여겨진다. 이 때문에 원자로에는 결함이 있었던 것으로 보인다.

## 사고
1986년 4월 26일 오전 1시 24분에, 체르노빌 발전소의 원자로 4호기의 비정상적인 핵 반응으로 발생한 열이 냉각수를 열분해시키고, 그에 의해 발생한 수소가 원자로 내부에서 폭발함으로써 생긴 사고이다. 폭발은 원자로 4호기의 천장을 파괴하였으며, 파괴된 천장을 통해 핵 반응으로 생성된 다량의 방사성 물질들이 누출되었다. 누출된 물질에 의한 방사능의 총량은 약 5.3엑사베크렐로 추정되며, 국제 원자력 사고 척도(INES)에 의해 분류된 사고 등급 중 가장 심각한 사고를 의미하는 7등급에 올라 있다.
이 외에도 1982년과 1992년도에 3호기에서 화재사고가 발생했다.

## 현재

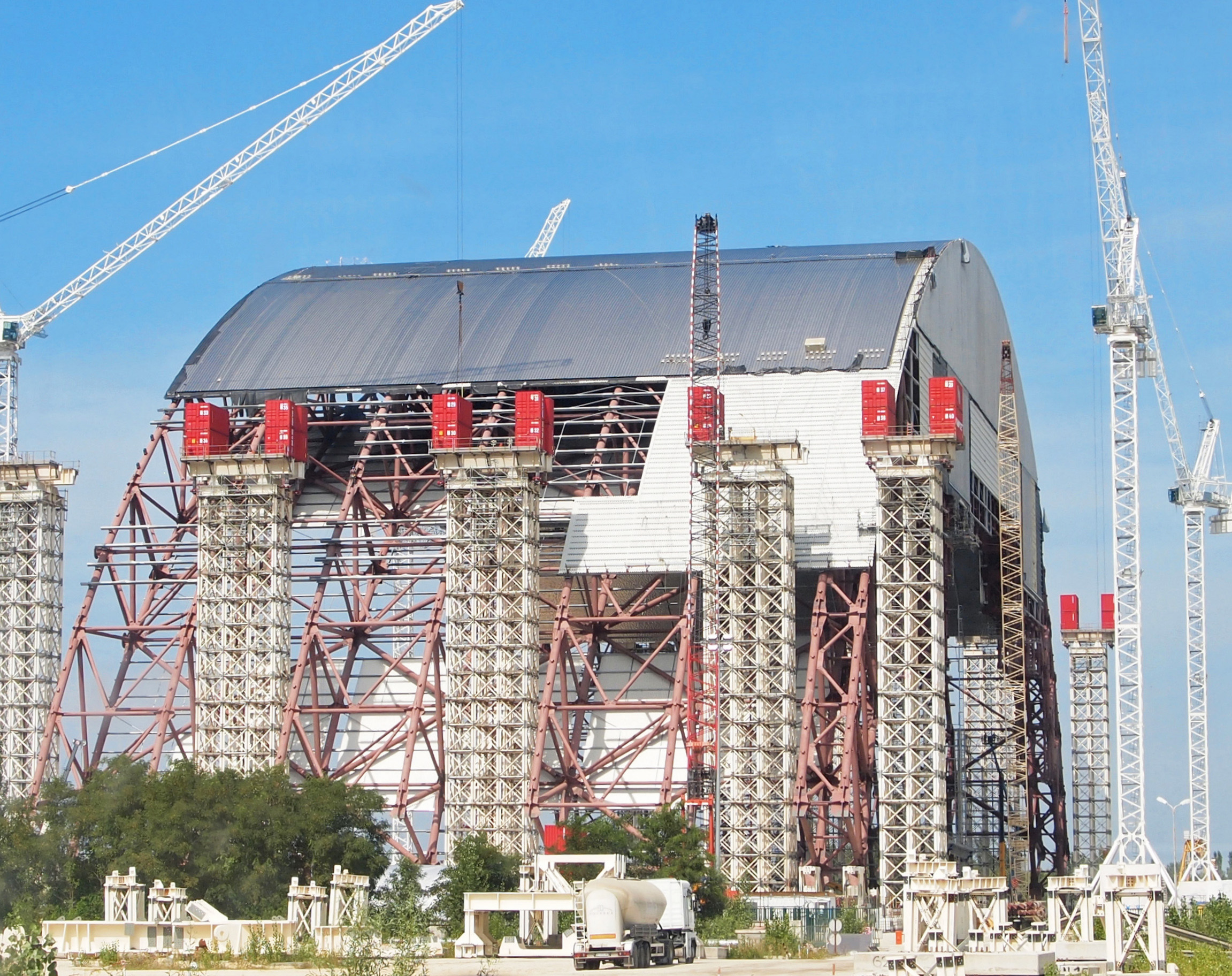
체르노빌 원자력 발전소에 석관을 씌우고 있는 모습 2013년 8월

현재 발전소 시설은 원자로를 불능화하기 위한 작업이 이루어졌으며 지금은 강철로 뒤덮혀 있다.
2022년 2월 24일 러시아군이 우크라이나를 침공하면서 이 곳을 공격하는 바람에 하마터면 큰 재앙이 일어날 뻔했다. 이 곳으로 병력이 쳐들어갔다는 사실이 블라디미르 푸틴에게 보고되자 푸틴은 이곳의 병력을 철수시키고 건드리지 말라고 했다.
이 곳에 주둔하던 러시아군 병력 중 일부가 방사능에 피폭되었다.